# Pepito Ramos
José Antonio Ramos Huete (Tetuán, Protectorado español de Marruecos; 1951) es un exfutbolista español.

## Biografía
Licenciado en Química e Historia del Arte inaugura y se consolida como el jugador de fútbol con formación intelectual. Comentarista y conferenciante deportivo es conocido futbolísticamente como Pepito Ramos y destaca en el RCD Espanyol y FC Barcelona, en los años 70 y 80. Se retira en 1983 tras una temporada en el Cartagena Fútbol Club.

## Palmarés

### Con el FC Barcelona
- 2 Recopa de Europa:
  - 1978-79, 1981-82
- 2 Copa del Rey:
  - 1977-78, 1980-81